# Trigonophorus talpa
Trigonophorus talpa is een keversoort uit de familie bladsprietkevers (Scarabaeidae). De wetenschappelijke naam van de soort werd voor het eerst geldig gepubliceerd in 1996 door Reichenbach.